# Pseudopostega abrupta
Pseudopostega abrupta is een vlinder uit de familie van de oogklepmotten (Opostegidae). De wetenschappelijke naam van de soort is voor het eerst geldig gepubliceerd in 1897 door Walsingham als Opostega abrupta.